# گرندویو (اکلاهما)
گرندویو(به انگلیسی: Grandview) شهری در ایالت اکلاهما کشور ایالات متحده آمریکا است که جمعیت آن در سرشماری سال ۲۰۱۰ میلادی، ۳۹۴ نفر بوده‌است.